# Kỷ Than Đá
| ← | Sụp đổ rừng mưa kỷ Than đá |

| ← | Hóa thạch lạch Mazon |

| ← | Kết thúc khoảng trống Romer |

| ← | Bắt đầu khoảng trống Romer |

| ← | Sụp đổ rừng mưa kỷ Than đá |

| ← | Hóa thạch lạch Mazon |

| ← | Kết thúc khoảng trống Romer |

| ← | Bắt đầu khoảng trống Romer |

Kỷ Than Đá, kỷ Thạch Thán hay Kỷ Cacbon (Carbon) (Carboniferous) là một đơn vị phân chia chính trong niên đại địa chất, kéo dài từ khi kết thúc kỷ Devon, vào khoảng 359,2 ± 2,5 triệu năm trước (Ma) tới khi bắt đầu kỷ Permi vào khoảng 299,0 ± 0,8 triệu năm trước (theo ICS, 2004). Giống như phần lớn các thời kỳ địa chất cổ khác, các tầng đá xác định điểm bắt đầu và kết thúc của kỷ này được xác định khá tốt, nhưng niên đại chính xác thì vẫn không chắc chắn trong phạm vi 5–10 triệu năm. Tên gọi trong một số ngôn ngữ để chỉ kỷ Than đá (carboniferous) có nguồn gốc từ tiếng Latinh để chỉ than đá là carbo, do các tầng than đá rộng lớn có niên đại vào thời kỳ này được tìm thấy tại khu vực miền tây châu Âu cũng như trên toàn thế giới. Một phần ba thời kỳ đầu tiên của kỷ này được gọi là thế Mississippi, còn khoảng thời gian còn lại được gọi là thế Pennsylvania. Các loài cây thuộc ngành Thông đã xuất hiện trong thời kỳ quan trọng và biết rõ này.

## Phân chia
| Hệ                                                                             | Thống (tây bắc châu Âu) | Bậc (NW Europe) | Thống (ICS)  | Bậc (ICS)   | Niên đại (Ma) |
| ------------------------------------------------------------------------------ | ----------------------- | --------------- | ------------ | ----------- | ------------- |
| Permi                                                                          | Permi                   | Permi           | Permi        | Permi       | trẻ hơn       |
| Than đá                                                                        | Silesia                 | Staphanus       | Pennsylvania | Gzhel       | 298,9–303,7   |
| Than đá                                                                        | Silesia                 | Westphalia      | Pennsylvania | Kasimov     | 303,7–307,0   |
| Than đá                                                                        | Silesia                 | Westphalia      | Pennsylvania | Moskva      | 307,0–315,2   |
| Than đá                                                                        | Silesia                 | Westphalia      | Pennsylvania | Bashkiria   | 315,2–323,2   |
| Than đá                                                                        | Silesia                 | Namur           | Pennsylvania | Bashkiria   | 315,2–323,2   |
| Than đá                                                                        | Silesia                 | Mississippi     | Serpukhov    | 323,2–330,9 |               |
| Than đá                                                                        | Dinant                  | Mississippi     | Visé         | Visé        | 330,9–346,7   |
| Than đá                                                                        | Dinant                  | Mississippi     | Tournai      | Tournai     | 346,7–358,9   |
| Devon                                                                          | Devon                   | Devon           | Devon        | Devon       | cổ hơn        |
| Phân chia kỷ Than đá tại châu Âu so với các tầng chính thức của ICS (năm 2018) |                         |                 |              |             |               |

Kỷ Than Đá thông thường được chia thành các thế Pennsylvania (muộn) và Mississippi (sớm). Các tầng động vật từ trẻ nhất tới già nhất, cùng với một số đơn vị phân chia nhỏ của chúng, là:
- Pennsylvania muộn: tầng Gzhel (muộn nhất)
  - Noginsk/Virgilia (một phần)
- Pennsylvania muộn: tầng Kasimov
  - Klazminski
  - Dorogomilovks/Virgilia (một phần)
  - Chamovnichesk/Cantabria/Missouri
  - Krevyakinsk/Cantabria/Missouri
- Pennsylvania giữa: tầng Moskva
  - Myachkovsk/Bolsov/Desmoinesia
  - Podolsk/Desmoinesia
  - Kashirsk/Atokan
  - Vereisk/Bolsov/Atokan
- Pennsylvania sớm: tầng Bashkiria/Morrowan
  - Melekessk/Duckmantia
  - Cheremshansk/Langsettia
  - Yeadonia
  - Marsdenia
  - Kinderscoutia
- Mississippi muộn: tầng Serpukhov
  - Alportia
  - Chokieria/Chesteria/Elviria
  - Arnsbergia/Elviria
  - Pendleia
- Mississippi giữa: tầng Visé
  - Brigantia/St. Genevieve/Gasperia/Chesteria
  - Asbia/Meramecia
  - Holkeria/Salem
  - Arundia/Warsaw/Meramecia
  - Chadia/Keokuk/Osagea/Osage (một phần)
- Mississippi sớm: tầng Tournai (cổ nhất)
  - Ivoria/Osagea/Osage (một phần)
  - Hastaria/Kinderhookia/Chautauquan/Chouteau

## Cổ địa lý học
Sự sụt giảm tổng thể của mực nước biển vào cuối kỷ Devon đã bị đảo ngược lại vào đầu kỷ Than Đá; điều này tạo ra một loạt các biển rộng nằm trên thềm lục địa và các trầm tích cacbonat của thế Mississippi. Cùng với đó là sự sụt giảm nhiệt độ ở khu vực cực nam Trái Đất; các vùng đất phía nam của đại lục Gondwana đã bị đóng băng trong suốt kỷ này, mặc dù người ta vẫn chưa chắc chắn rằng các lớp băng là lưu lại từ thời kỳ kỷ Devon hay không phải vậy. Các điều kiện như vậy dường như có rất ít ảnh hưởng tới các khu vực nằm sâu trong vùng nhiệt đới, tại đó các đầm lầy than đá tốt tươi đã phát triển thịnh vượng trong phạm vi 30 độ của các sông băng ở xa nhất về phía bắc.

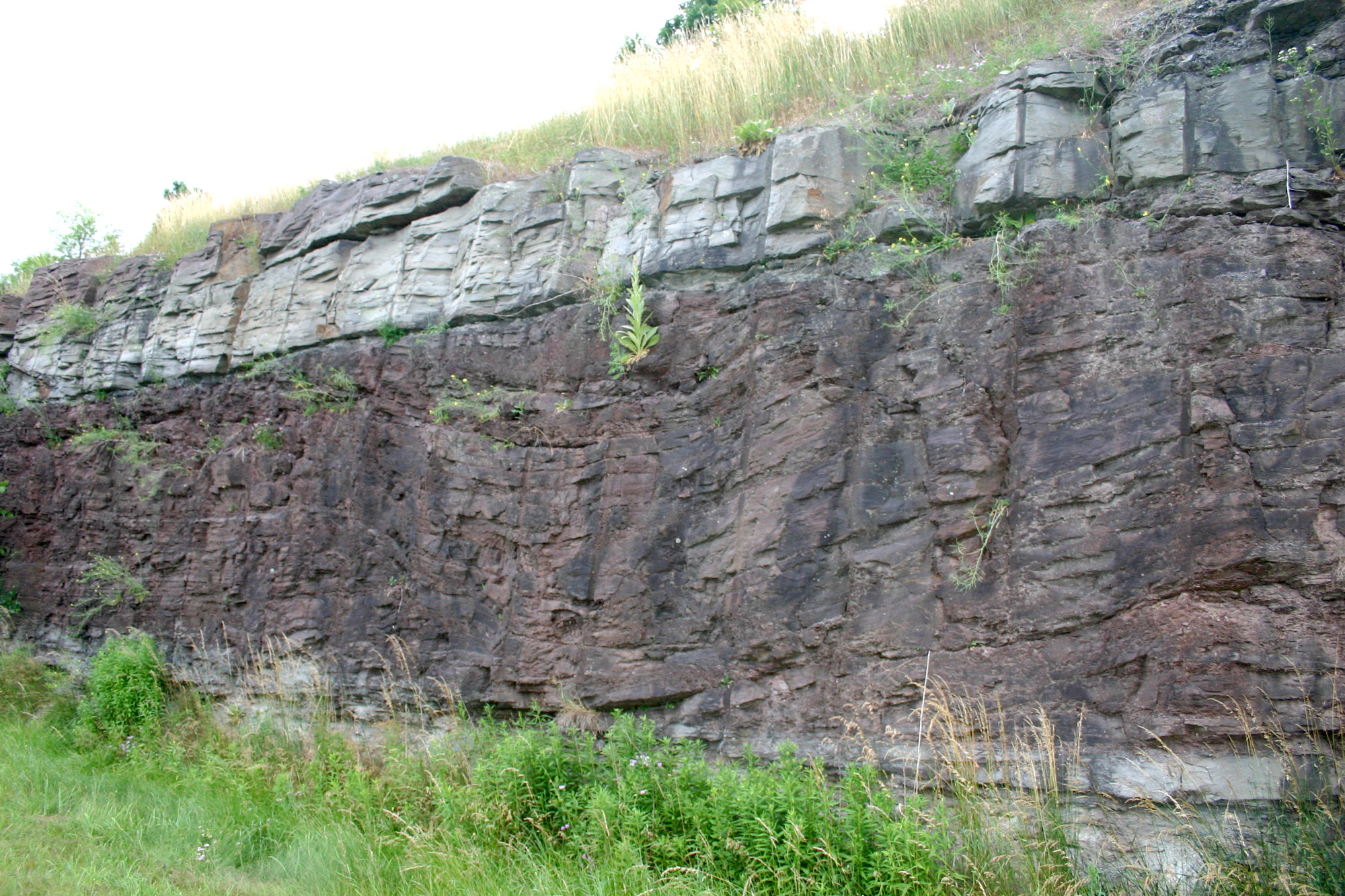
Các trầm tích châu thổ thuộc kỷ Than Đá có thể nhìn thấy trong hình chụp tại phía bắc Williamsport, Pennsylvania.

Sự sụt giảm mực nước biển vào giữa kỷ Than Đá đã làm lắng đọng các kết quả của sự tuyệt chủng chính trong đại dương, trong đó ảnh hưởng tới các loài huệ biển (lớp Crinoidea) và cúc đá (phân lớp Ammonoidea) đặc biệt trầm trọng. Sự sụt giảm mực nước biển này cùng với sự phân vỉa không chỉnh hợp đi kèm tại Bắc Mỹ đã chia tách thế Mississippi ra khỏi thế Pennsylvania.
Kỷ Than Đá là thời kỳ của các hoạt động kiến tạo núi tích cực, do siêu lục địa Pangaea đã hình thành. Các lục địa phía nam vẫn gắn kết cùng nhau trong siêu lục địa Gondwana, nó va chạm với Bắc Mỹ-châu Âu (Laurussia) dọc theo đường phân chia ngày nay thuộc về miền đông Bắc Mỹ. Sự va chạm lục địa này tạo ra kết quả là kiến tạo sơn Hercynian tại châu Âu và kiến tạo sơn Allegheny tại Bắc Mỹ; nó cũng kéo dài dãy núi Appalaches mới nổi lên về phía tây nam thành dãy núi Ouachita. Cùng trong khoảng thời gian này, phần lớn của phía đông mảng kiến tạo Á-Âu ngày nay cũng gắn nó với châu Âu dọc theo đường phân chia dãy núi Ural. Phần lớn của siêu lục địa Pangaea trong đại Trung Sinh vào thời gian này đã được gắn kết với nhau, mặc dù các lục địa Hoa Bắc (nó có lẽ đã va chạm vào cuối kỷ Than Đá), và Hoa Nam vẫn còn tách rời khỏi Laurasia. Pangaea vào cuối kỷ Than Đá có hình dạng tương tự chữ "O".
Khi đó có hai đại dương chính – đó là Panthalassa bao quanh Pangaea và Paleo-Tethys nằm bên trong chữ "O" của siêu lục địa Pangaea. Các đại dương nhỏ khác đang co lại và cuối cùng bị khép kín – bao gồm: đại dương Rheic (bị khép lại do sự kết hợp của Nam và Bắc Mỹ), đại dương nhỏ và nông là đại dương Ural (bị khép lại do sự va chạm của các lục địa Baltica và Siberia, tạo thành dãy núi Ural) cùng đại dương Proto-Tethys (bị khép lại do sự va chạm của các lục địa Hoa Bắc và Siberia/Kazakhstania.

## Đá và than
Các lớp đá kỷ Than Đá tại châu Âu và miền đông Bắc Mỹ chủ yếu bao gồm các chuỗi lặp lại của các lớp đá vôi, sa thạch, đá phiến sét và than đá, được biết đến như là "cyclothems" tại Hoa Kỳ và "coal measures" tại Anh. Tại Bắc Mỹ, các tầng đá thời kỳ đầu kỷ Than Đá chủ yếu là đá vôi nguồn gốc đại dương, giải thích cho sự phân chia kỷ Than Đá thành hai thời kỳ trong các hệ thống Bắc Mỹ. Các lớp than đá kỷ Than Đá cung cấp phần lớn nguồn nhiên liệu cho việc sản xuất năng lượng trong thời kỳ Cách mạng công nghiệp và vẫn còn tầm quan trọng kinh tế lớn trong thời kỳ ngày nay.
Các trầm tích than đá lớn trong kỷ Than Đá chủ yếu là do hai yếu tố. Yếu tố đầu tiên trong số này là sự xuất hiện của các cây thân gỗ có vỏ (và cụ thể là sự tiến hóa của các sợi lignin trong vỏ). Yếu tố thứ hai là các mực nước biển thấp hơn đã diễn ra trong kỷ Than Đá khi so sánh với các mức tương tự của kỷ Devon. Điều này đã cho phép sự phát triển của các đầm lầy và rừng rộng lớn tại vùng đất thấp ở Bắc Mỹ và châu Âu. Một số học giả đưa ra giả thuyết rằng một lượng lớn gỗ đã bị chôn vùi trong thời kỳ này là do các động vật và các vi khuẩn phân hủy vẫn chưa kịp tiến hóa để có thể tiêu hóa được lignin một cách có hiệu quả. Sự chôn vùi rộng lớn của cacbon sản xuất sinh học đã dẫn tới sự tạo thành một lượng oxy dư thừa trong khí quyển; người ta ước tính khi đó nồng độ oxy có thể lên cao tới 35% so với chỉ khoảng 21% ngày nay . Mức oxy cao này có lẽ đã làm gia tăng các hoạt động cháy rừng cũng như tạo ra các loài côn trùng và động vật lưỡng cư khổng lồ.
Tại miền đông Bắc Mỹ, các tầng trầm tích đại dương phổ biến hơn trong các phần cổ hơn của thời kỳ này khi so sánh với các phần trẻ hơn gần như là không có mặt vào cuối kỷ Than Đá. Sự sống đại dương khi đó đặc biệt giàu các loài huệ biển và các loài khác trong cùng ngành Da gai (Echinodermata). Các loài thuộc ngành Tay cuộn (Brachiopoda) là rất phổ biến trong khi các loài trùng ba thùy (lớp Trilobita) trở thành ít phổ biến. Trên đất liền, các quần thể lớn và đa dạng của thực vật đã tồn tại. Các loài động vật có xương sống trên đất liền bao gồm cả các loài động vật lưỡng cư lớn.

## Sự sống

### Động vật

#### Động vật không xương sống

##### Đại dương
Trong lòng đại dương, phần lớn các nhóm quan trọng nhất là trùng lỗ (ngành Foraminifera), san hô (lớp Anthozoa), động vật hình rêu (ngành Bryozoa), tay cuộn, cúc đá, da gai (ngành Echinodermata, đặc biệt là huệ biển) và cá mập và các họ hàng của nó (lớp Chondrichthyes).
Lần đầu tiên các loài trùng lỗ chiếm phần đáng kể trong quần động vật đại dương. Các loài trong chi Fusulina và các họ hàng của nó rất phổ biến tại khu vực ngày nay là Nga, Trung Quốc, Nhật Bản, Bắc Mỹ; các chi quan trọng khác còn có Valvulina, Endothyra, Archaediscus và Saccam
Các lớp vỏ cực nhỏ của các trùng tia (ngành Radiolaria) được tìm thấy trong các lớp đá phiến silic với niên đại thuộc thời kỳ này tại Culm thuộc Devonshire và Cornwall cũng như tại Nga, Đức và một số nơi khác.

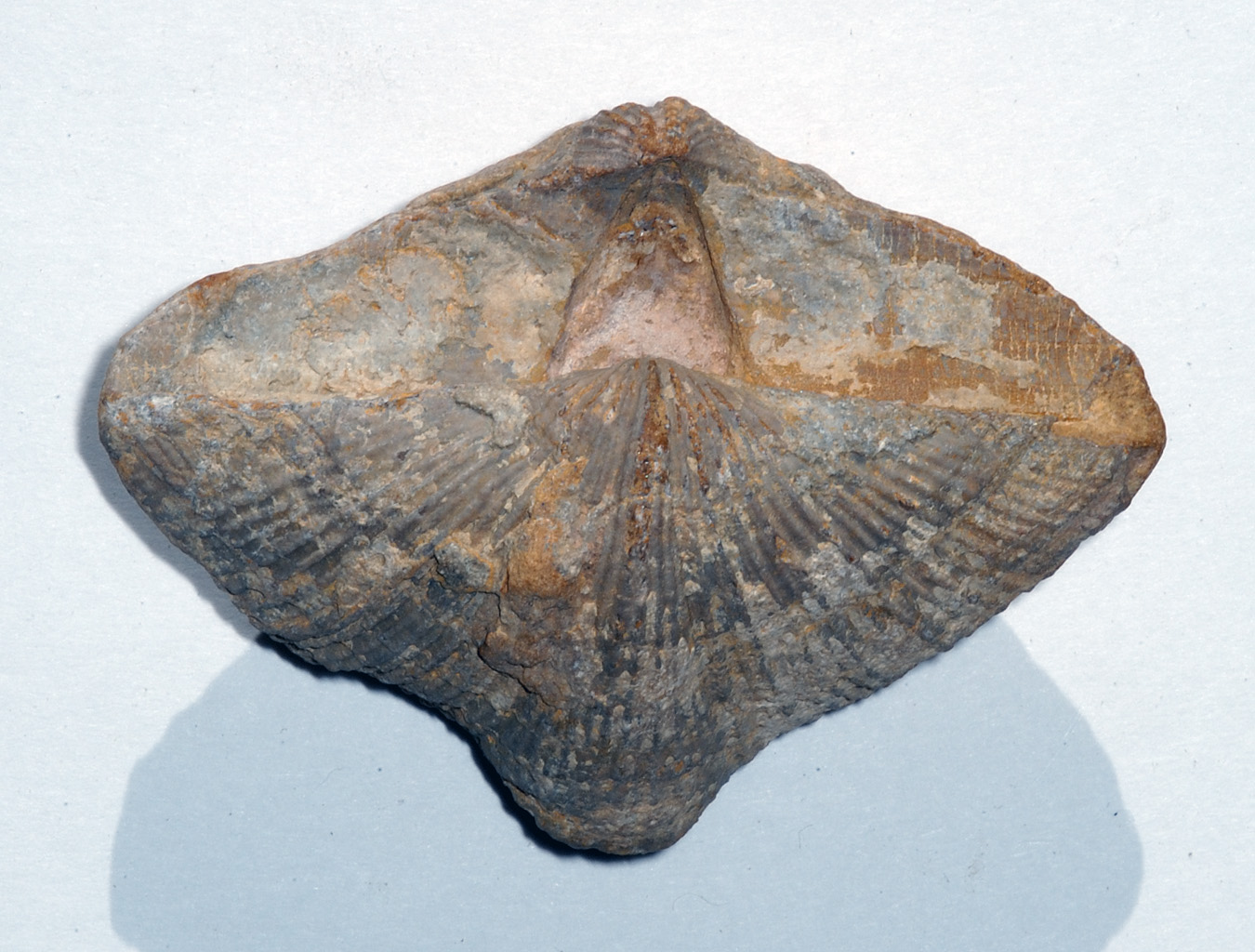
Hóa thạch của Neospirifer condor, một loài động vật tay cuộn. Hình chụp tại tỉnh Coppinota, Bolivia.

Các loài thân lỗ (ngành Porifera) được biết đến từ các gai nhỏ và dây neo, chúng bao gồm các dạng khác nhau như bọt biển đá vôi (Cotyliscus) và Girtycoelia, cùng quần thể bọt biển kính bất thường (Titusvillia).
Cả san hô tạo đá ngầm lẫn san hô đơn độc đều đa dạng hóa và thịnh vượng; chúng bao gồm các dạng san hô bốn tia (bộ Rugosa, chẳng hạn các chi Canina, Corwenia, Neozaphrentis), san hô lạ và san hô vách đáy (bộ Tabulata, chẳng hạn các chi Chaetetes, Chladochonus, Michelinia).
Các loài Conularida chủ yếu thuộc chi Conularia
Động vật hình rêu (Bryozoa) phổ biến tại một số khu vực; Fenestellids bao gồm Fenestella, Polypora và Archimedes khác thường, được đặt tên như vậy là do hình dạng của chúng giống như bơm vít xoắn Archimedes.
Động vật tay cuộn (ngành Brachiopoda) cũng phổ biến; chúng bao gồm các loài trong bộ Productida, một số trong chúng (chẳng hạn chi Gigantoproductus) đạt tới kích thước rất lớn (đối với động vật tay cuộn) và có lớp vỏ rất dày, trong khi các loài khác như chi Chonetes lại rất ít biến đổi. Các bộ Athyridida, Spiriferida, Rhynchonellida và Terebratulida cũng rất phổ biến. Các dạng không có đốt bao gồm Discina và Crania. Một vài loài và chi có sự phân bổ rất rộng với các biến thái rất nhỏ.
Các loài giun đốt (ngành Annelida) như Spirorbis và Serpulites là các hóa thạch phổ biến trong một số tầng.
Trong số các động vật thân mềm (ngành Mollusca), các loài thuộc lớp Vỏ hai mảnh (Bivalvia) vẫn tiếp tục gia tăng về số lượng và tầm quan trọng. Các chi điển hình bao gồm Aviculopecten, Posidonomya, Nucula, Carbonicola, Edmondia và Modiola. Các loài trong chi Conocardium là phổ biến nhất của lớp Rostroconchia. Lớp Chân bụng (Gastropoda) cũng đông đảo, bao gồm các chi Murchisonia, Euomphalus, Naticopsis. Các đại diện của phân lớp Nautiloidea của lớp Chân đầu (Cephalopoda) được đại diện bởi các loài cuộn chặt trong bộ Nautilida, với các dạng vỏ thẳng và vỏ cong ngày càng hiếm. Các loài thuộc bộ Goniatitida của phân lớp Ammonoidea là phổ biến.
Trùng ba thùy đã hiếm thấy, chỉ còn lại các loài thuộc bộ Proetida. Các chi của phân lớp Tôm hạt (Ostracoda) như Cythere, Kirkbya và Beyrichia là phổ biến.
Trong số các động vật da gai, nhóm huệ biển là phổ biến nhất. Các bụi dày dưới biển của các loài huệ biển thân dài dường như đã phát triển thịnh vượng trong các biển nông, và các dấu tích còn lại của chúng được hợp nhất lại thành các tầng đá dày. Các chi đáng chú ý là Cyathocrinus, Woodocrinus và Actinocrinus. Các động vật da gai như Archaeocidaris và Palaeechinus cũng có mặt. Lớp Chồi biển (Blastoidea), bao gồm Pentreinitidae và Codasteridae về bề ngoài rất giống huệ biển trong việc có thân dài gắn với đáy biển, đạt được sự phát triển tối đa trong thời kỳ này.

##### Nước ngọt và lợ
Các động vật không xương sống nước ngọt kỷ Than Đá bao gồm các loài động vật thân mềm hai mảnh vỏ sống trong các vùng nước ngọt và lợ, chẳng hạn Anthracomya, Naiadiles và Carbonicola. Các loài động vật giáp xác như Bairdia, Carbonia, Estheria, Acanthocaris, Dithyrocaris và Anthrapalaemon cũng đa dạng hóa.
Lớp Eurypterida cũng đa dạng hóa và được đại diện bằng các chi như Eurypterus, Glyptoscorpius, Anthraconectes,  Megarachne (nguyên thủy được diễn giải sai thành nhện khổng lồ) và Hibbertopterus đặc biệt lớn. Nhiều loài trong số này có cuộc sống lưỡng cư.
Môi trường nước mặn và nước lợ thường xuyên biến đổi qua lại đã tạo ra các nhóm có khả năng sống trong cả môi trường nước mặn lẫn môi trường nước lợ/ngọt như Lingula, Orbiculoidea và Productus và chúng được tìm thấy trong các tầng hóa thạch mỏng, được biết đến như là các dải đại dương.

##### Đất liền
Các dấu tích hóa thạch của các loài côn trùng (lớp Insecta), động vật nghìn chân (phân ngành Myriapoda) và nhện (lớp Arachnida) hít thở không khí được biết đến vào cuối kỷ Than Đá, nhưng không thấy có từ đầu kỷ này. Tuy nhiên, sự đa dạng của chúng khi chúng xuất hiện cho thấy các loài động vật chân khớp này đã rất phát triển và đông đảo về số lượng. Kích thước lớn của chúng có thể là do sự ẩm ướt của môi trường (chủ yếu là các cánh rừng dương xỉ đầm lầy) và một thực tế là khi đó nồng độ oxy trong khí quyển đã ở mức 40% cao hơn so với ngày nay, đòi hỏi ít hơn các nỗ lực để thở và cho phép các động vật chân khớp phát triển với kích thước to lớn hơn.
Trong số các nhóm côn trùng có các loài thuộc Syntonopterodea là các họ hàng của phù du (bộ Ephemeroptera) ngày nay, hay côn trùng có mỏ (siêu bộ Palaeodictyopteroidea) to lớn rất phổ biến và hút nhựa cây, các loài côn trùng ăn thịt to lớn thuộc bộ Protodonata (giống như chuồn chuồn ngày nay), các loài côn trùng ăn cỏ đa dạng thuộc bộ Côn trùng tiền có cánh ("Protorthoptera"), và hàng loạt côn trùng dạng gián, mối, bọ ngựa (siêu bộ Dictyoptera) cơ sở (tổ tiên của gián - bộ Blattaria). Nhiều mẫu vật côn trùng thu được từ các vùng mỏ than ở Saarbruck và Commentry, cũng như trong các thân rỗng của các cây hóa thạch tại Nova Scotia. Tại một vài vùng mỏ than tại Anh người ta đã thu được các mẫu vật còn tốt: Một loài trong chi Archaeoptitus, thu được từ các mỏ than vùng Derbyshire có sải cánh dài trên 35 cm; một vài mẫu vật (chi Brodia) vẫn còn giữ được dấu vết của màu cánh lấp lánh. Tại Nova Scotian người ta thu được trong các thân cây các loài ốc sên sống trên đất liền (các chi Archaeozonites, Dendropupa).

#### Cá
Nhiều loại cá sinh sống trong các vùng biển kỷ Than Đá; chủ yếu là cá mập, [[cá đuối và các họ hàng của chúng (phân lớp  Elasmobranchii). Chúng bao gồm một số loài, như chi Psammodus, với các răng mọc dày dặc thích hợp cho việc nghiền nát các lớp vỏ của động vật tay cuộn, động vật giáp xác và các sinh vật biển khác. Các loài cá mập khác có răng sắc nhọn, như chi Symmoriida. Một số như nhóm petalodont, có răng kỳ dị hình xycloit. Phần lớn các loài cá mập sống ngoài biển, nhưng nhóm Xenacanthida đã xâm lấn các vùng nước ngọt tại các khu đầm lầy than. Trong số cá xương, bộ Palaeonisciformes được tìm thấy trong các vùng nước ven bờ biển cũng dường như đã di cư vào sông. Các loài cá vây thùy cũng đã xuất hiện và một nhóm, bộ Rhizodontida, đạt được kích thước rất lớn.
Phần lớn các loài cá biển trong kỷ Than Đá được miêu tả chủ yếu là theo răng, gai vây và các xương da, với một số ít cá nước ngọt còn được bảo tồn nguyên vẹn.
Cá nước ngọt cũng đã phổ biến và bao gồm các chi Ctenodus, Uronemus, Acanthodes, Cheirodus, Gyracanthus.

#### Động vật bốn chân
Các động vật lưỡng cư kỷ Than Đá đã đa dạng và phổ biến vào giữa kỷ này, còn đa dạng hơn so với số lượng ngày nay; một số loài dài tới 6 m. Những loài nào sinh sống hoàn toàn trên đất liền khi trưởng thành đều có da dạng vảy. Chúng bao gồm các nhóm động vật bốn chân cơ sở, được phân loại trong các sách sinh học thời kỳ đầu trong siêu bộ/phân lớp Răng mê cung (Labyrinthodontia). Chúng có thân dài, đầu được che phủ bằng các tấm xương và có các chi tương đối yếu và kém phát triển. Loài lớn nhất dài trên 2 m. Kèm theo chúng là tập hợp các động vật lưỡng cư nhỏ hơn, được gộp chung trong phân lớp Lepospondyli, thông thường chỉ dài khoảng 15 cm. Một số loài lưỡng cư khi đó là động vật thủy sinh và sống trong các con sông (các chi Loxomma, Eogyrinus, Proterogyrinus); các loài khác có thể là bán thủy sinh (các chi Ophiderpeton, Amphibamus) hay trên đất liền (các chi Dendrerpeton, Hyloplesion, Tuditanus, Anthracosaurus).
Một trong những điểm mới trong tiến hóa của kỷ Than Đá là trứng của động vật có màng ối (nhóm Amniota), điều này cho phép sự khai thác đất liền diễn ra sau này của các động vật bốn chân. Chúng bao gồm các bò sát lớp Mặt thằn lằn (Sauropsida) ban đầu (chi Hylonomus), cũng như các bò sát thuộc Lớp Mặt thú (Synapsida) như chi Archaeothyris. Các động vật nhỏ tương tự như thằn lằn này nhanh chóng tạo ra nhiều nhánh của các hậu duệ. Trứng có màng ối cũng cho phép các tổ tiên của chim, động vật có vú và các loài động vật bò sát sau này sinh sản trên đất liền do nó ngăn cản sự bị khô đi của phôi nằm bên trong.
Vào cuối kỷ Than Đá, các loài bò sát đã đa dạng hóa thành hàng loạt nhóm, bao gồm các họ Protorothyrididae (tổ tiên của rùa), Captorhinidae, nhóm Araeoscelidia (nhánh chị em với các bò sát hai cung ngày nay) và một vài họ của bộ Pelycosauria.

### Thực vật
Các thực vật trên đất liền đầu kỷ Than Đá là tương tự như các nhóm vào cuối kỷ Devon, nhưng các nhóm mới cũng đã xuất hiện vào thời gian này.
Các nhóm thực vật chính đầu kỷ Than Đá là Equisetales (tháp bút, mộc tặc), Sphenophyllales (tương tự như nho), Lycopodiales (thông đất, thạch tùng), Lepidodendrales (cây có vảy), Filicales (dương xỉ), Medullosales (trước đây gộp chung trong "dương xỉ có hạt", một tập hợp nhân tạo của hàng loạt các thực vật hạt trần thời kỳ đầu) và Cordaitales. Các nhóm này vẫn tiếp tục thống lĩnh trong suốt kỷ này, nhưng trong thế Pennsylvania, một vài nhóm khác như Cycadophyta (tuế), Callistophytales (nhóm "dương xỉ có hạt" khác) và Voltziales (có quan hệ họ hàng và đôi khi được gộp vào trong ngành Thông), cũng đã xuất hiện.
Các loài thông đất, thạch tùng khi đó của bộ Lepidodendrales (họ hàng nhưng không phải tổ tiên của các loài thông đất nhỏ ngày nay) là các cây thân gỗ lớn với đường kính thân cây tới 1,5 m và cao tới 30 m. Chúng bao gồm các chi Lepidodendron (với quả nón gọi là Lepidostrobus), Halonia, Lepidophloios và Sigillaria. Các rễ của một vài dạng này được gọi là Stigmaria.
Các lá lược của một vài nhóm dương xỉ kỷ Than Đá là gần như giống hệt với các lá lược của dương xỉ ngày nay. Có lẽ nhiều loài là biểu sinh. Các hóa thạch của dương xỉ và "dương xỉ có hạt" bao gồm các chi Pecopteris, Cyclopteris, Neuropteris, Alethopteris, Sphenopteris. Các chi Megaphyton và Caulopteris là các cây dương xỉ thân gỗ.
Bộ Equisetales bao gồm dạng khổng lồ phổ biến (chi Calamites), với đường kính thân cây khoảng 30–60 cm và cao tới 20 m. Chi Sphenophyllum là các dây leo thân mảnh dẻ với lá mọc thành vòng xoắn, chúng có lẽ có quan hệ họ hàng với cả Calamites và ngành Lycopodiophyta.
Chi Cordaites có quan hệ họ hàng với các loài tuế và thông, bao gồm các cây cao (từ 6 tới trên 30 m) với các lá tương tự như các đai, cụm hoa dạng đuôi sóc, sinh ra các quả mọng như ở các loài thanh tùng, được gọi là Cardiocarpus. Các loài thực vật này được cho là sống trong các cánh rừng đầm lầy. Các loài cây có thể coi là thật sự thuộc về nhóm thông (chi Waichia của bộ Voltziales) xuất hiện vào cuối kỷ Than Đá. Chúng ưa thích các vùng đất cao và khô.

### Nấm
Do động và thực vật đã phát triển với quy mô tương đối lớn cũng như phổ biến trong giai đoạn này, (chẳng hạn Lepidodendron- cây có vảy), các loài nấm cũng tiếp tục đa dạng hóa. Các loài nấm biển vẫn còn chiếm lĩnh đại dương.

## Lưu ý
1. ↑  Image:Sauerstoffgehalt-1000mj.svg
2. ↑  Image:Phanerozoic Carbon Dioxide.png
3. ↑  Image:All palaeotemps.png
4. ↑  Haq, B. U.; Schutter, SR (2008). "A Chronology of Paleozoic Sea-Level Changes". Science. Quyển 322 số 5898. tr. 64–68. Bibcode:2008Sci...322...64H. doi:10.1126/science.1161648. PMID 18832639.
5. ↑  Steven M. Stanley, Earth System History. (New York: W.H. Freeman and Company, 1999), 414.
6. 1 2 3  Stanley, 414.
7. ↑  Stanley, 416.
8. ↑  Stanley, 414-6.
9. ↑  Stanley, 426.
10. ↑  Stanley, 411-12.